# 練馬区立図書館

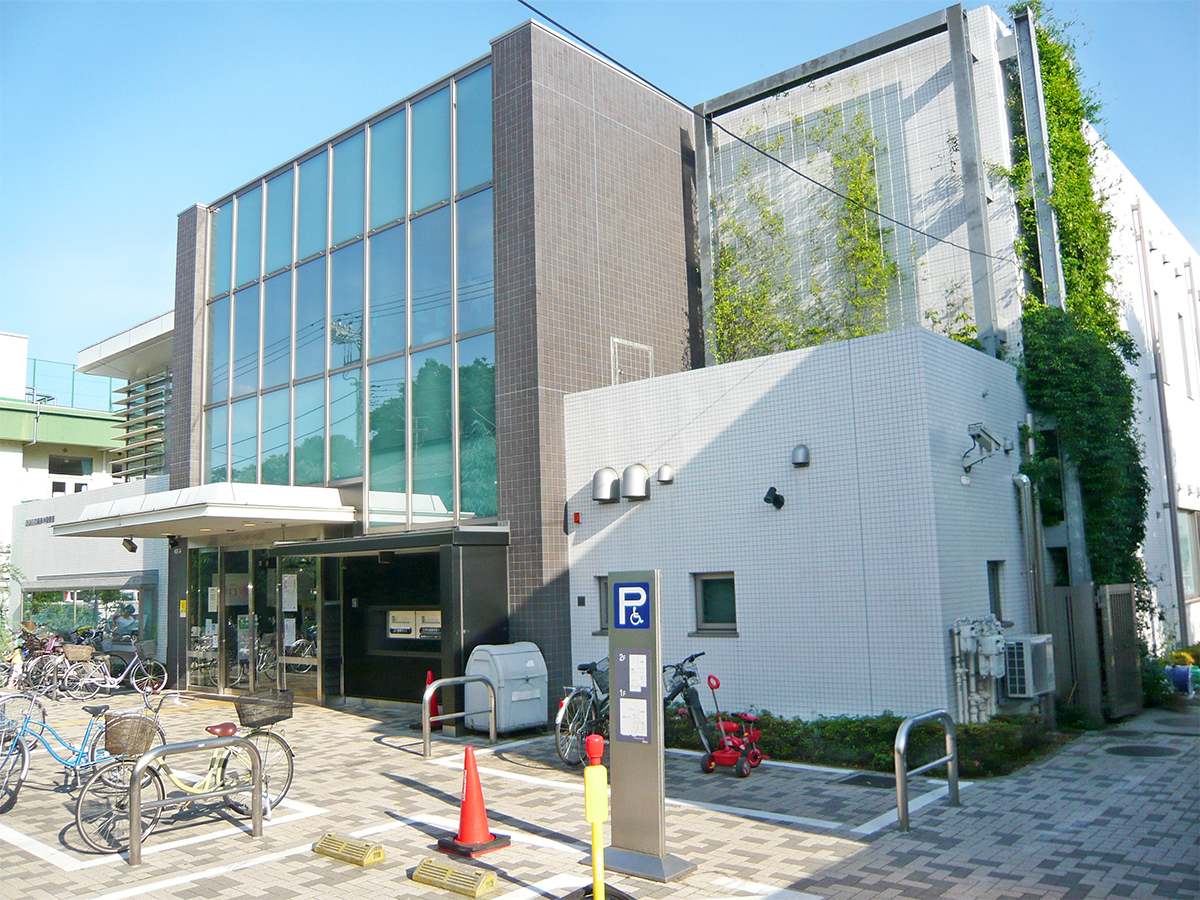
練馬区立南田中図書館
2009年に開館した最も新しい図書館。小学校と合築され、初めて指定管理者制度が導入された。

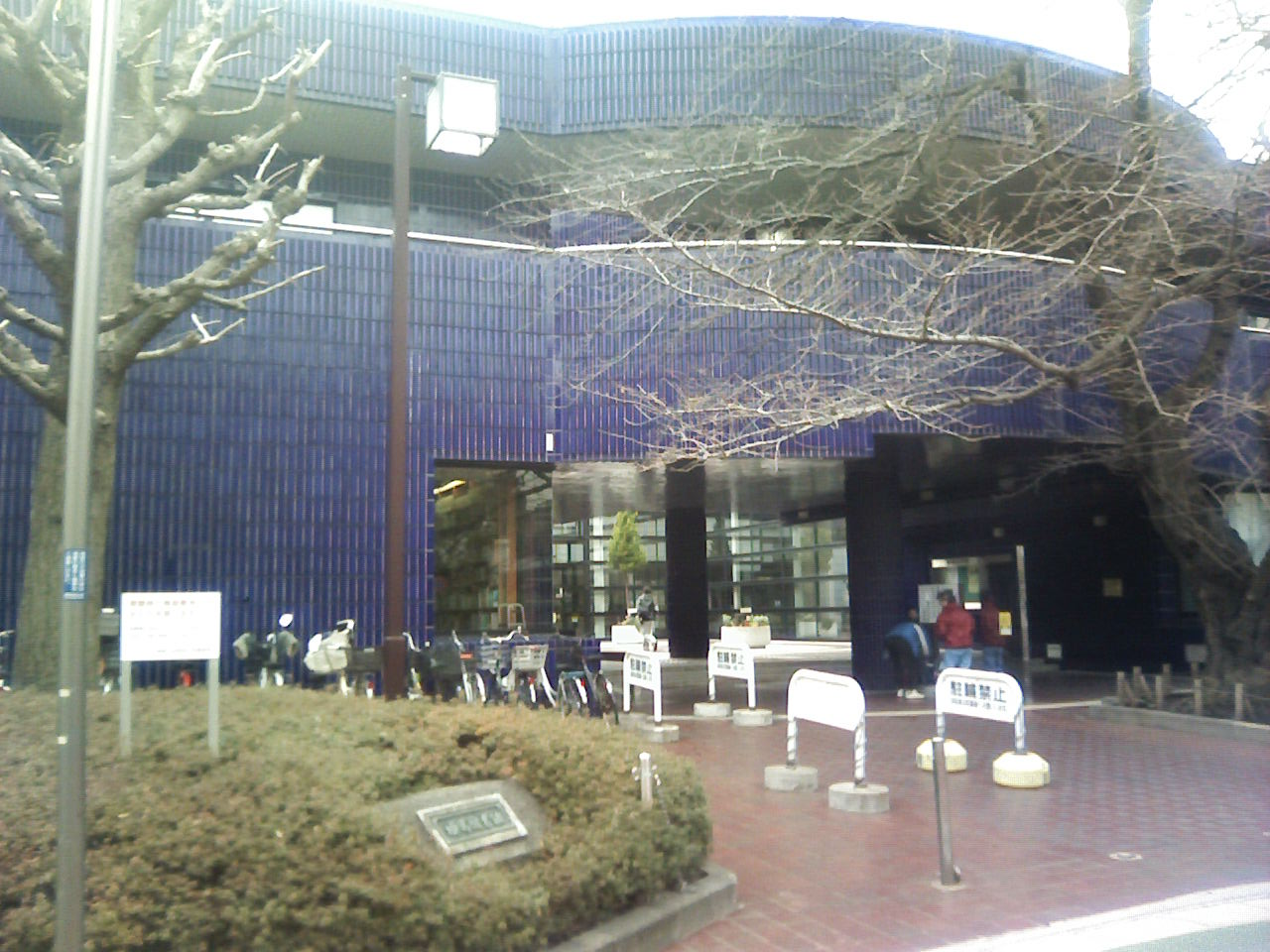
練馬区立練馬図書館
1962年に開館した最初の区立図書館で、中央図書館的機能を担う。

練馬区立図書館（ねりまくりつとしょかん）は、東京都練馬区が設立・運営する区立図書館である。12の図書館と1か所の分室、図書貸出業務の取次ぎを行う6か所の受取窓口からなる。

## 概要
1962年（昭和37年）8月1日、練馬区で最初の区立図書館となる練馬区立練馬図書館が開館。当初は一部のみ開館で、当時は練馬区役所新庁舎を新築中だったため、図書館の1階の一部と2階に練馬区建築課や練馬区教育委員会が入居していた。1964年（昭和39年）10月1日、練馬図書館が全面開館。利用者の秘密を守るため、無記名式入館票とブラウン方式貸出を導入した。
練馬区では以降も、区内各地に区立図書館の整備・充実を順次進め、1970年（昭和45年）12月には区内で2館目となる練馬区立石神井図書館が開館した。
2009年（平成21年）5月1日には、区内12番目の区立図書館として練馬区立南田中図書館が開館した。南田中図書館は練馬区立南田中小学校体育館と合築された施設であることが特徴で。こうした形態の区立図書館は練馬区では初となる。南田中図書館ではこの形態を活かし、同校を含む近隣の区立小中学校6校へ「学校支援モデル事業」を展開し、区立図書館と学校の連携を図りつつ生徒の学習支援を行っている。また同館ではバリアフリーにも配慮し、高齢者や障害者、乳幼児連れにも利用しやすい図書館を目指している。
南田中図書館では、練馬区立図書館として初となるICタグを導入し、また開館時より市内初となる指定管理者制度を導入した（#指定管理者制度を参照）。

### 指定管理者制度
2021年現在、練馬図書館と光が丘図書館を除く全館で指定管理者制度を導入している。
区内12番目の図書館として2009年に開館した南田中図書館では、練馬区立図書館では初となる指定管理者制度が導入された。この際に日本共産党練馬区議団は、3年ごとの指定替えでは継続性が望めないこと、指定された管理者が学校図書支援モデル事業に関わっていないこと、また図書館法により無償とされる公共図書館サービスを営利目的の民間企業が行うことへの懸念や個人情報流出の危険などを理由として反対した。
2011年には区条例改正により、大泉図書館、貫井図書館、春日町図書館にも指定管理者制度が導入されたが、その際には区議会で、生活者ネットワーク、市民の声ねりま、市民ふくしフォーラムの3会派が反対した。

## 図書館等

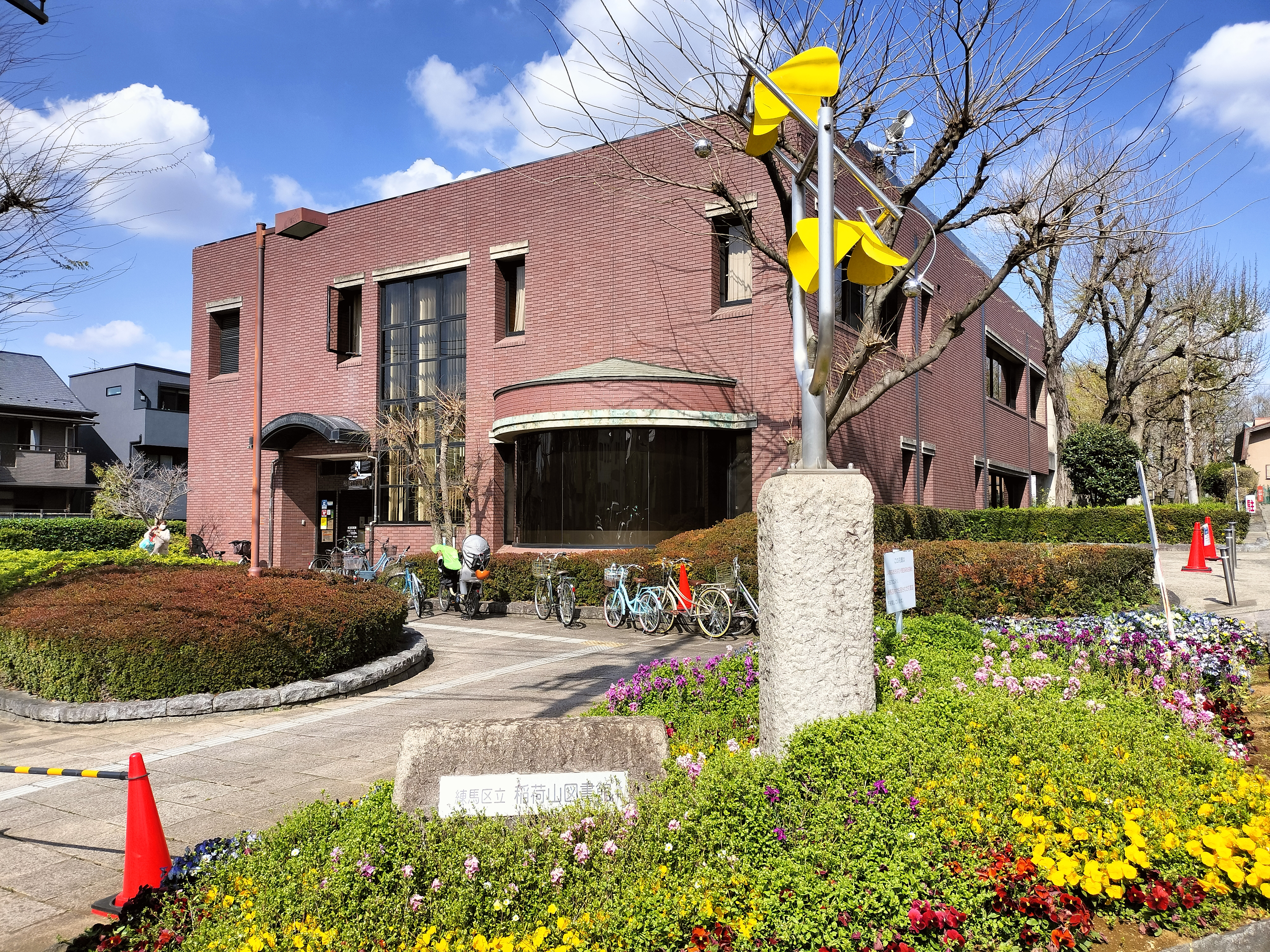
昆虫関連の文献を多数所属しており「昆虫図書館」の異名がある練馬区立稲荷山図書館。

各図書館の詳細については、練馬区立図書館公式サイト内「図書館案内」を参照。
図書館
- 練馬区立光が丘図書館：光が丘4-1-5
- 練馬区立練馬図書館：豊玉北6-8-1
- 練馬区立石神井図書館：石神井台1-16-31
- 練馬区立平和台図書館：平和台1-36-17
- 練馬区立大泉図書館：大泉学園町2-21-17
- 練馬区立関町図書館 関町南3-11-2
- 練馬区立貫井図書館：貫井1-36-16
- 練馬区立稲荷山図書館：大泉町1-3-18
  - 稲荷山図書館は「稲荷山憩いの森」「清水山憩いの森」の近くに位置する図書館で[10]、1988年（昭和63年）5月26日に完成した[11]。建物は鉄筋コンクリート3階建て延べ約880 m2で、総工費は3億3100万円[11]。自然環境豊かな立地にちなんで「昆虫コーナー」を特設しており[11]、2017年（平成29年）2月時点で昆虫関連の資料（児童書から専門書、同好会誌など）が約7400冊、昆虫標本が約3200点所蔵されていることから「昆虫図書館」の異名がある[10][12]。
- 練馬区立小竹図書館：小竹町2-43-1
- 練馬区立南大泉図書館：南大泉1-44-7
- 練馬区立春日町図書館：春日町5-31-2-201
- 練馬区立南田中図書館：南田中5-15-22

分室
- 南大泉図書館分室 こどもと本のひろば：南大泉3-17-20

受取窓口
- 高野台受取窓口：高野台2-25-1
- 豊玉受取窓口：豊玉上2-22-15
- 石神井公園駅受取窓口：石神井町7-1-2
- 大泉学園駅受取窓口：東大泉1-28-1 リズモ大泉学園4階
- 北町受取窓口：北町2-26-１
- 上石神井受取窓口：上石神井1-6-16